# Equivalente ecológico
Equivalentes ecológicos são espécies que possuem nichos semelhantes em regiões geográficas distintas.